# Châteauneuf-en-Auxois
Châteauneuf-en-Auxois è un comune francese di 88 abitanti situato nel dipartimento della Côte-d'Or nella regione della Borgogna-Franca Contea.

## Società

### Evoluzione demografica
Abitanti censiti

## Monumenti
Nel territorio comunale è presente il castello di Châteauneuf-en-Auxois.